# Lista över avsnitt av Red Dwarf
Följande artikel är en lista över avsnitt av den brittiska science fiction-komediserien Red Dwarf. 
Programmet består av tolv säsonger (där den nionde är en miniserie) som sändes på BBC Two mellan 1988 och 1993 och från 1997 till 1999 samt på TV-kanalen Dave 2009, 2012, 2016 och 2017. Serien skapades av Rob Grant och Doug Naylor.
De första sex säsongerna skrevs av dess skapare, Rob Grant och Doug Naylor, medan säsong sju och åtta skrevs av Naylor i samarbete med andra manusförfattare och säsong nio till tolv skrevs av Naylor själv. Red Dwarf sändes första gången den 15 februari 1988 och avslutade sin ursprungliga sändningsomgång den 5 april 1999, efter åtta säsonger. Från 2009 började Grant Naylors produktionsbolag åter producera nya avsnitt av serien för UKTV, som sedan sändes på TV-kanalen Dave.
Serien följer Dave Listers öden och äventyr, som är strandsatt tre miljoner år framåt i tiden, tillsammans med en hologramversionen av sin tidigare rumskompis och närmaste överordnade Arnold Rimmer, en varelse enbart känd som Cat och farkostens dator Holly. Under säsong två möter besättningen en robot kallad Kryten, som ansluter sig till dem från och med säsong tre och framåt. I säsong sex har farkosten "Red Dwarf" stulits från dess besättning, vilket tvingar dem att resa i den mindre "Starbug" under två säsonger. I säsong sju ansluter Kristine Kochanski, Listers tidigare kärleksintresse, till besättningen efter att Rimmer lämnat. I säsong åtta återuppstår hela besättningen på "Red Dwarf", inklusive en tidigare version av Rimmer.
Den tolfte säsongen om Red Dwarf hade premiär den 12 oktober 2017 på Dave. Hittills har 74 avsnitt av Red Dwarf sänts.

## Serieöversikt
| Säsong | Säsong            | Titel             | Avsnitt           | Avsnitt           | Originalvisning       | Originalvisning      |
| Säsong | Säsong            | Titel             | Avsnitt           | Avsnitt           | Första sändningsdatum | Sista sändningsdatum |
| ------ | ----------------- | ----------------- | ----------------- | ----------------- | --------------------- | -------------------- |
|        | 1                 | I                 | 6                 | 6                 | 15 februari 1988      | 21 mars 1988         |
|        | 2                 | II                | 6                 | 6                 | 6 september 1988      | 11 oktober 1988      |
|        | 3                 | III               | 6                 | 6                 | 14 november 1989      | 19 december 1989     |
|        | 4                 | IV                | 6                 | 6                 | 14 februari 1991      | 21 mars 1991         |
|        | 5                 | V                 | 6                 | 6                 | 20 februari 1992      | 26 mars 1992         |
|        | 6                 | VI                | 6                 | 6                 | 7 oktober 1993        | 11 november 1993     |
|        | 7                 | VII               | 8                 | 8                 | 17 januari 1997       | 7 mars 1997          |
|        | 8                 | VIII              | 8                 | 8                 | 18 februari 1999      | 5 april 1999         |
|        | 9                 | Back to Earth     | 3                 | 3                 | 10 april 2009         | 12 april 2009        |
|        | 10                | X                 | 6                 | 6                 | 4 oktober 2012        | 8 november 2012      |
|        | 11                | XI                | 6                 | 6                 | 22 september 2016     | 27 oktober 2016      |
|        | 12                | XII               | 6                 | 6                 | 12 oktober 2017       | 16 November 2017     |
|        | The Promised Land | The Promised Land | The Promised Land | The Promised Land | 9 april 2020          | 9 april 2020         |

## Avsnitt

### Red Dwarf I (1988)
| Nr i serien | Nr i säsongen | Titel                     | Regissör | Manus                   | Originalvisning  | Prod. kod |
| ----------- | ------------- | ------------------------- | -------- | ----------------------- | ---------------- | --------- |
| 1           | 1             | "The End"                 | Ed Bye   | Rob Grant & Doug Naylor | 15 februari 1988 | 1         |
| 2           | 2             | "Future Echoes"           | Ed Bye   | Rob Grant & Doug Naylor | 22 februari 1988 | 4         |
| 3           | 3             | "Balance of Power"        | Ed Bye   | Rob Grant & Doug Naylor | 29 februari 1988 | 2         |
| 4           | 4             | "Waiting for God"         | Ed Bye   | Rob Grant & Doug Naylor | 7 mars 1988      | 3         |
| 5           | 5             | "Confidence and Paranoia" | Ed Bye   | Rob Grant & Doug Naylor | 14 mars 1988     | 5         |
| 6           | 6             | "Me²"                     | Ed Bye   | Rob Grant & Doug Naylor | 21 mars 1988     | 6         |

### Red Dwarf II (1988)
| Nr i serien | Nr i säsongen | Titel                   | Regissör | Manus                   | Originalvisning   | Prod. kod |
| ----------- | ------------- | ----------------------- | -------- | ----------------------- | ----------------- | --------- |
| 7           | 1             | "Kryten"                | Ed Bye   | Rob Grant & Doug Naylor | 6 september 1988  | 4         |
| 8           | 2             | "Better Than Life"      | Ed Bye   | Rob Grant & Doug Naylor | 13 september 1988 | 1         |
| 9           | 3             | "Thanks for the Memory" | Ed Bye   | Rob Grant & Doug Naylor | 20 september 1988 | 2         |
| 10          | 4             | "Stasis Leak"           | Ed Bye   | Rob Grant & Doug Naylor | 27 september 1988 | 3         |
| 11          | 5             | "Queeg"                 | Ed Bye   | Rob Grant & Doug Naylor | 4 oktober 1988    | 6         |
| 12          | 6             | "Parallel Universe"     | Ed Bye   | Rob Grant & Doug Naylor | 11 oktober 1988   | 5         |

### Red Dwarf III (1989)
| Nr i serien | Nr i säsongen | Titel          | Regissör | Manus                   | Originalvisning  | Prod. kod |
| ----------- | ------------- | -------------- | -------- | ----------------------- | ---------------- | --------- |
| 13          | 1             | "Backwards"    | Ed Bye   | Rob Grant & Doug Naylor | 14 november 1989 | 3         |
| 14          | 2             | "Marooned"     | Ed Bye   | Rob Grant & Doug Naylor | 21 november 1989 | 1         |
| 15          | 3             | "Polymorph"    | Ed Bye   | Rob Grant & Doug Naylor | 28 november 1989 | 5         |
| 16          | 4             | "Bodyswap"     | Ed Bye   | Rob Grant & Doug Naylor | 5 december 1989  | 4         |
| 17          | 5             | "Timeslides"   | Ed Bye   | Rob Grant & Doug Naylor | 12 december 1989 | 2         |
| 18          | 6             | "The Last Day" | Ed Bye   | Rob Grant & Doug Naylor | 19 december 1989 | 6         |

### Red Dwarf IV (1991)
| Nr i serien | Nr i säsongen | Titel            | Regissör              | Manus                   | Originalvisning  | Prod. kod |
| ----------- | ------------- | ---------------- | --------------------- | ----------------------- | ---------------- | --------- |
| 19          | 1             | "Camille"        | Ed Bye                | Rob Grant & Doug Naylor | 14 februari 1991 | 4         |
| 20          | 2             | "DNA"            | Ed Bye                | Rob Grant & Doug Naylor | 21 februari 1991 | 6         |
| 21          | 3             | "Justice"        | Ed Bye                | Rob Grant & Doug Naylor | 28 februari 1991 | 1         |
| 22          | 4             | "White Hole"     | Ed Bye & Paul Jackson | Rob Grant & Doug Naylor | 7 mars 1991      | 5         |
| 23          | 5             | "Dimension Jump" | Ed Bye                | Rob Grant & Doug Naylor | 14 mars 1991     | 2         |
| 24          | 6             | "Meltdown"       | Ed Bye                | Rob Grant & Doug Naylor | 21 mars 1991     | 3         |

### Red Dwarf V (1992)
| Nr i serien | Nr i säsongen | Titel               | Regissör                  | Manus                   | Originalvisning  | Prod. kod |
| ----------- | ------------- | ------------------- | ------------------------- | ----------------------- | ---------------- | --------- |
| 25          | 1             | "Holoship"          | Juliet May                | Rob Grant & Doug Naylor | 20 februari 1992 | 3         |
| 26          | 2             | "The Inquisitor"    | Juliet May & Grant Naylor | Rob Grant & Doug Naylor | 27 februari 1992 | 2         |
| 27          | 3             | "Terrorform"        | Juliet May                | Rob Grant & Doug Naylor | 5 mars 1992      | 4         |
| 28          | 4             | "Quarantine"        | Grant Naylor              | Rob Grant & Doug Naylor | 12 mars 1992     | 5         |
| 29          | 5             | "Demons and Angels" | Juliet May & Grant Naylor | Rob Grant & Doug Naylor | 19 mars 1992     | 1         |
| 30          | 6             | "Back to Reality"   | Juliet May & Grant Naylor | Rob Grant & Doug Naylor | 26 mars 1992     | 6         |

### Red Dwarf VI (1993)
| Nr i serien | Nr i säsongen | Titel                      | Regissör       | Manus                   | Originalvisning  | Prod. kod |
| ----------- | ------------- | -------------------------- | -------------- | ----------------------- | ---------------- | --------- |
| 31          | 1             | "Psirens"                  | Andy de Emmony | Rob Grant & Doug Naylor | 7 oktober 1993   | 1         |
| 32          | 2             | "Legion"                   | Andy de Emmony | Rob Grant & Doug Naylor | 14 oktober 1993  | 2         |
| 33          | 3             | "Gunmen of the Apocalypse" | Andy de Emmony | Rob Grant & Doug Naylor | 21 oktober 1993  | 4         |
| 34          | 4             | "Emohawk: Polymorph II"    | Andy de Emmony | Rob Grant & Doug Naylor | 28 oktober 1993  | 5         |
| 35          | 5             | "Rimmerworld"              | Andy de Emmony | Rob Grant & Doug Naylor | 4 november 1993  | 3         |
| 36          | 6             | "Out of Time"              | Andy de Emmony | Rob Grant & Doug Naylor | 11 november 1993 | 6         |

### Red Dwarf VII (1997)
| Nr i serien | Nr i säsongen | Titel                | Regissör | Manus                                       | Originalvisning  |
| ----------- | ------------- | -------------------- | -------- | ------------------------------------------- | ---------------- |
| 37          | 1             | "Tikka to Ride"      | Ed Bye   | Doug Naylor                                 | 17 januari 1997  |
| 38          | 2             | "Stoke Me a Clipper" | Ed Bye   | Paul Alexander & Doug Naylor                | 24 januari 1997  |
| 39          | 3             | "Ouroboros"          | Ed Bye   | Doug Naylor                                 | 31 januari 1997  |
| 40          | 4             | "Duct Soup"          | Ed Bye   | Doug Naylor                                 | 7 februari 1997  |
| 41          | 5             | "Blue"               | Ed Bye   | Kim Fuller & Doug Naylor                    | 14 februari 1997 |
| 42          | 6             | "Beyond a Joke"      | Ed Bye   | Robert Llewellyn & Doug Naylor              | 21 februari 1997 |
| 43          | 7             | "Epideme"            | Ed Bye   | Paul Alexander & Doug Naylor                | 28 februari 1997 |
| 44          | 8             | "Nanarchy"           | Ed Bye   | Paul Alexander, James Hendrie & Doug Naylor | 7 mars 1997      |

### Red Dwarf VIII (1999)
| Nr i serien | Nr i säsongen | Titel              | Regissör | Manus                                   | Originalvisning                             | Prod. kod |
| ----------- | ------------- | ------------------ | -------- | --------------------------------------- | ------------------------------------------- | --------- |
| 454647      | 123           | "Back in the Red"  | Ed Bye   | Doug Naylor                             | 18 februari 199925 februari 19994 mars 1999 | 128       |
| 48          | 4             | "Cassandra"        | Ed Bye   | Doug Naylor                             | 11 mars 1999                                | 3         |
| 49          | 5             | "Krytie TV"        | Ed Bye   | Doug Naylor & Paul Alexander            | 18 mars 1999                                | 6         |
| 5051        | 67            | "Pete"             | Ed Bye   | Doug NaylorDoug Naylor & Paul Alexander | 25 mars 19991 april 1999                    | 47        |
| 52          | 8             | "Only the Good..." | Ed Bye   | Doug Naylor                             | 8 april 1999                                | 5         |

### Red Dwarf: Back to Earth (2009)
| Nr i serien | Nr i säsongen | Titel           | Regissör    | Manus       | Originalvisning                         | Prod. kod |
| ----------- | ------------- | --------------- | ----------- | ----------- | --------------------------------------- | --------- |
| 535455      | 123           | "Back to Earth" | Doug Naylor | Doug Naylor | 10 april 200911 april 200912 april 2009 | 123       |

### Red Dwarf X (2012)
| Nr i serien | Nr i säsongen | Titel              | Regissör    | Manus       | Originalvisning | Prod. kod |
| ----------- | ------------- | ------------------ | ----------- | ----------- | --------------- | --------- |
| 56          | 1             | "Trojan"           | Doug Naylor | Doug Naylor | 4 oktober 2012  | 1         |
| 57          | 2             | "Fathers and Suns" | Doug Naylor | Doug Naylor | 11 oktober 2012 | 2         |
| 58          | 3             | "Lemons"           | Doug Naylor | Doug Naylor | 18 oktober 2012 | 3         |
| 59          | 4             | "Entangled"        | Doug Naylor | Doug Naylor | 25 oktober 2012 | 4         |
| 60          | 5             | "Dear Dave"        | Doug Naylor | Doug Naylor | 1 november 2012 | 5         |
| 61          | 6             | "The Beginning"    | Doug Naylor | Doug Naylor | 8 november 2012 | 6         |

### Red Dwarf XI (2016)
| Nr i serien | Nr i säsongen | Titel            | Regissör    | Manus       | Originalvisning   | Prod. kod |
| ----------- | ------------- | ---------------- | ----------- | ----------- | ----------------- | --------- |
| 62          | 1             | "Twentica"       | Doug Naylor | Doug Naylor | 22 september 2016 | 6         |
| 63          | 2             | "Samsara"        | Doug Naylor | Doug Naylor | 29 september 2016 | 5         |
| 64          | 3             | "Give & Take"    | Doug Naylor | Doug Naylor | 6 oktober 2016    | 1         |
| 65          | 4             | "Officer Rimmer" | Doug Naylor | Doug Naylor | 13 oktober 2016   | 4         |
| 66          | 5             | "Krysis"         | Doug Naylor | Doug Naylor | 20 oktober 2016   | 3         |
| 67          | 6             | "Can of Worms"   | Doug Naylor | Doug Naylor | 27 oktober 2016   | 2         |

### Red Dwarf XII (2017)
| Nr i serien | Nr i säsongen | Titel        | Regissör    | Manus       | Originalvisning  | Prod. kod |
| ----------- | ------------- | ------------ | ----------- | ----------- | ---------------- | --------- |
| 68          | 1             | "Cured"      | Doug Naylor | Doug Naylor | 12 oktober 2017  | 3         |
| 69          | 2             | "Siliconia"  | Doug Naylor | Doug Naylor | 19 oktober 2017  | 1         |
| 70          | 3             | "Timewave"   | Doug Naylor | Doug Naylor | 26 oktober 2017  | 2         |
| 71          | 4             | "Mechocracy" | Doug Naylor | Doug Naylor | 2 november 2017  | 4         |
| 72          | 5             | "M-Corp"     | Doug Naylor | Doug Naylor | 9 november 2017  | 5         |
| 73          | 6             | "Skipper"    | Doug Naylor | Doug Naylor | 16 november 2017 | 6         |

### Red Dwarf: The Promised Land(2020)
| Nr i serien | Nr i säsongen | Titel               | Regissör    | Manus       | Originalvisning | Prod. kod |
| ----------- | ------------- | ------------------- | ----------- | ----------- | --------------- | --------- |
| 74          |               | "The Promised Land" | Doug Naylor | Doug Naylor | 9 april 2020    | 1         |